# القط ذو الأحذية: الشياطين الثلاث
القط ذو الحذاء :الشياطين الثلاث هو فلم رسوم متحركة قصير من إنتاج دريم ووركس أنيميشن، صدر عام 2012 وتبلغ مدته 12 دقيقة.

## القصة
بعد حادثة الإوزة الذهبية، كان "القط المغامر" يمتطي حصانه في الصحراء متأملاً مفترق الطرق الذي وصل إليه، حين قبض عليه فرسان إيطاليون واقتادوه إلى الأميرة أليساندرا بيلاجومبا، التي فقدت جوهرة مملكتها "قلب النار". ظن القط أنه متهم ظلماً، لكن الأميرة كانت في الحقيقة تريد توظيفه بفضل سمعته، وأخبرته أن اللص الفرنسي المعروف بـ "الهمس" هو السارق الحقيقي، وأن فرسانها قبضوا على مساعديه الثلاثة.
المفاجأة أن "الديابلو" كما تسميهم الأميرة ليسوا إلا ثلاث قطط صغيرة، بريئة في المظهر لكنها مرعبة في نظر الحرس. يوافق الديابلو على مساعدة القط في استرجاع الجوهرة مقابل حريتهم.
في الصحراء، يخون الديابلو القط ويدفنونه حيًّا، لكنه يتمكن من الهرب ويقبض عليهم مجددًا باستخدام خدعة "العيون الواسعة". في الليل، كان ينوي إعادتهم إلى السجن، لكنه يتأثر بقصتهم كأيتام بلا عائلة، ويشاركهم معاناته مع الخيانة، مذكّرًا إياهم بكيفية استغلال "همبتي" له كما فعل "الهمس" معهم. يقرر مساعدتهم ويُدرّبهم ويُسميهم: بيرلا، غونزالو، والسير تيموتيو مونتينيغرو الثالث.
في اليوم التالي، يقودونه إلى مخبأ "الهمس"، الذي يستخدم قبعته كمكبّر صوت بسبب صوته المنخفض، وتبيّن أنه زيّن حزامه بجوهرة "قلب النار". بعد أن أدرك خيانة أتباعه، حاول معاقبتهم، لكن القط تدخّل وحررهم، ثم عادوا لمساعدته بمهاراتهم الجديدة. سقط "الهمس" في هاوية لا قرار لها، واستعاد القط الجوهرة.
أعاد "القط" الجوهرة إلى الأميرة، وكافأته بالذهب، بينما قدّم لها "الديابلو" كحراسها الشخصيين الجدد. وفي وداعهم، حاول أن يقول لهم إنه لن ينساهم أبدًا، لكن الأبواب أُغلقت عليه قبل أن يُنهي عبارته.

## وصلات خارجية
- القط ذو الأحذية: الشياطين الثلاث على موقع IMDb (الإنجليزية)
- القط ذو الأحذية: الشياطين الثلاث على موقع ألو سيني (الفرنسية)
- القط ذو الأحذية: الشياطين الثلاث على موقع قاعدة بيانات الفيلم (الإنجليزية)
- القط ذو الأحذية: الشياطين الثلاث على موقع ليتربوكسد (الإنجليزية)
- القط ذو الأحذية: الشياطين الثلاث على موقع كينوبويسك (الروسية)